# Harvey Spencer Lewis
Harvey Spencer Lewis (25 de noviembre de 1883 - 2 de agosto de 1939), fue autor de numerosos artículos y libros esotéricos y fundador de la Orden Rosacruz AMORC en la ciudad de Nueva York, Estados Unidos (1915), en la que desempeñó el cargo de Imperator, título tradicional del máximo representante de la organización, desde 1915 a 1939, año de su muerte en San José de California, (EE. UU.).

## Reseña biográfica
Nació en Frenchtown, Nueva Jersey.  Interesado desde muy joven en temas místicos y ocultos, relacionados fundamentalmente con los fenómenos psíquicos y la corriente del Nuevo Pensamiento, tomó contacto en su juventud con diversas personalidades del mundo esotérico, que posteriormente le conducirán a interesarse por la historia, las enseñanzas y la filosofía de la tradición Rosacruz. Trabajó como fotógrafo e ilustrador publicitario para varios periódicos de Nueva York, como el New York Evening Herald, donde además presidió un comité de inspección sobre los fenómenos psíquicos y mediúmnicos. Esta experiencia le llevará a fundar la Sociedad de Investigación Psíquica de Nueva York, organización que investiga e intenta dar un sentido a los fenómenos paranormales. Cabe destacar en este sentido su relación con May Banks Stacey (1846-1919), miembro de la masonería de adopción, teósofa y rosacruz, de donde procede en parte la autoridad tradicional que la AMORC reivindica para su fundación. Gracias a su influencia, H. Spencer Lewis viajó a Francia donde  -según sus propias declaraciones-  fue iniciado en los misterios rosacruces en la ciudad de Toulouse.
Según el relato de Lewis, que para algunos autores posee diversas lagunas y contradicciones, los rosacruces europeos le encomendaron la tarea de fundar la Orden Rosacruz en América, lo que efectivamente hizo en 1915, dándole el nombre de Antigua y Mística Orden de la Rosa-Cruz, conocida internacionalmente por su acrónimo AMORC. 
La Orden Rosacruz AMORC pronto conoció una rápida expansión en los EE. UU., estableciendo muchas Logias y Capítulos a lo largo de Norteamérica, y más tarde en Europa y Suramérica. La AMORC estableció diversas relaciones con otras organizaciones iniciáticas Europeas, que finalmente propició la aparición de la FUDOSI (Federación Universal de Órdenes y Sociedades Iniciáticas), de la que H. Spencer Lewis fue uno de sus principales dirigentes.
Lewis también es el fundador del Museo Egipcio Rosacruz en San José (California), que aún sigue siendo una popular atracción en dicha ciudad.
Amante de los viajes, organizó excursiones rosacruces a Egipto, Tierra Santa e Italia, donde se entrevistó personalmente con Benito Mussolini en el Palazzo Venezia de Roma (1931), con la intención de que la AMORC fuera autorizada en el país mediterráneo, convirtiéndose así en la única fraternidad americana de naturaleza similar que podía ejercer libremente sus actividades en Italia.
Su hijo Ralph Maxwell Lewis, que le sucedió en el cargo de Imperator de la AMORC en 1939, escribió una voluminosa biografía apologética titulada Misión Cósmica Cumplida.

## Relato Iniciático
Algunas imprecisiones en el relato iniciático de Lewis le han valido las críticas de ciertos investigadores. Otros sin embargo, como el historiador Gerard Galtier, ven en el relato de Lewis una narración simbólica que oculta los verdaderos hechos, encontrando diversos paralelismos entre ciertas fechas, lugares y personajes citados por el fundador de la AMORC y los investigados por este autor. Por otro lado Galtier observa el mismo hecho en la fundación de otros ritos iniciáticos, masónicos o para-masónicos, como por ejemplo el del Rito Antiguo y Primitivo de Memphis-Misraim.
En el mismo sentido Christian Rebisse, historiador del esoterismo occidental y del rosacrucismo, apoyándose en numerosa documentación extraída directamente de los archivos de la AMORC, indica que H. Spencer Lewis pudo utilizar un relato ficticio para velar ciertos hechos relativos a la Rosa-Cruz de Toulouse, aportando además numerosa documentación poco conocida sobre Lewis hasta la fecha.
En 1990, tras la instalación de Christian Bernard como Imperator,  la AMORC retiró el Manual Rosacruz, libro que contenía numerosas afirmaciones sobre H. Spencer Lewis que, después de varias investigaciones históricas realizadas por numerosos autores, no podían sostenerse.

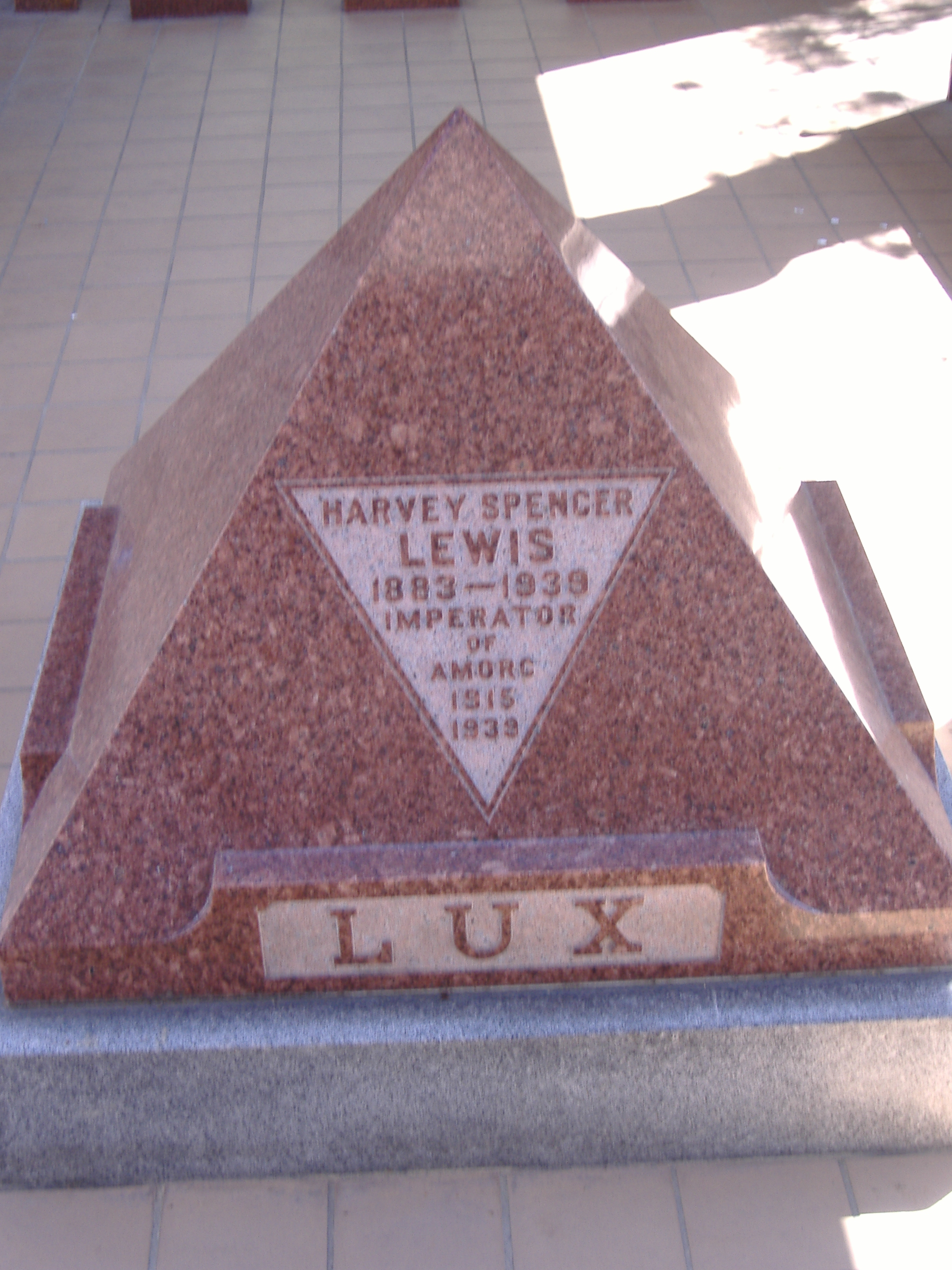
Tumba de Harvey Spencer Lewis.

## Obra publicadas
- Rosicrucian Principles for the Home and Business (1929)
- Rosicrucian Questions and Answers with Complete History of the Order
- The Mystical Life of Jesus
- The Secret Doctrines of Jesus
- A Thousand Years of Yesterdays
- Self Mastery and Fate with the Cycles of Life
- Rosicrucian Manual (1918)
- Mansions of the Soul: The Cosmic Conception
- The Symbolic Prophecy of the Great Pyramid
- Mental Poisoning

Otras obras:
- Lemuria: The Lost Continent of the Pacific (Bajo el seudónimo de Wishar S. Cerve)
- Unto Thee I Grant (Bajo el seudónimo de Sri Ramatherio)